# Jonathan Rutherford
Jonathan Andrew Rutherford (* 13. Juli 1956) ist ein britischer Kulturwissenschaftler.
Rutherford war Professor of Cultural Studies an der Middlesex University und von 2004 bis 2012 Herausgeber der akademischen politischen Zeitschrift Soundings aus dem Umfeld der New Left. Er steht mit Blue Labour in Verbindung, einer politischen Strömung innerhalb der britischen Labour Party.

## Akademisches Wirken
Zu seinem akademischen Gesamtwerk gehören Arbeiten im Bereich der Gender Studies mit einem Schwerpunkt auf der Männlichkeitsforschung, Arbeiten zur Identitätsforschung  
sowie Gegenwartsdiagnosen hinsichtlich der Finanzkrise 2007, der Krise des Neoliberalismus sowie der britischen Wirtschaft im Allgemeinen. Er griff darüber hinaus in die Debatte um die Zukunft der Sozialdemokratie bzw. der politischen Linken in der westlichen Welt ein. Hierbei vertrat er kommunitaristische Positionen, insbesondere das Konzept der "Guten Gesellschaft". Von 2004 bis 2012 war Rutherford Herausgeber der akademischen politischen Zeitschrift Soundings aus dem Umfeld der New Left.

## Blue Labour
Jonathan Rutherford war einer der Referenten der politischen Diskussionsseminare zur Zukunft der Labour Party, die in den Jahren 2010 und 2011 in Oxford und London stattfanden. Das hieraus entstandene E-Book "The Labour Tradition and the politics of paradox" wurde in den britischen Medien als zentrales Dokument der Blue-Labour-Strömung innerhalb der Partei betrachtet. Jonathan Rutherford war neben Maurice Glasman, Marc Stears und Stuart White einer der Herausgeber des Buches und steuerte einen der Leitaufsätze bei. Darüber hinaus erfolgte die Veröffentlichung u. a. in Zusammenarbeit mit der Zeitschrift Soundings, die Rutherford zu diesem Zeitpunkt herausgab.
In Folge der Kontroverse, die sich im Juli 2011 um die migrationspolitischen Aussagen des Blue-Labour-Gründers Maurice Glasman entspann, sprach Rutherford von der Trennung der Gruppe, die sich um die Blue-Labour-Idee versammelt hatte, und erklärte, trotz der gegenläufigen Äußerungen Glasmans, das Ende des Projekts. Er verwies darauf, dass das gemeinsame E-Book dem Beginn einer Debatte dienen sollte und nicht als "Blue-Labour-Bibel" anzusehen sei. Nichtsdestotrotz fuhr Rutherford fort, sich nicht nur mit Blue-Labour-nahen Themen zu befassen, sondern auch positiv Bezug auf die fortbestehende Strömung zu nehmen.
In jüngerer Zeit hat eine verstärktes Engagement Rutherfords für Blue Labour stattgefunden. So verfasste er auf dem Blog LabourList einen Artikel, der die Relevanz der Ideen der Strömung für die Labour Party unter der Führung Jeremy Corbyns betonte. Seit 2018 schreibt er darüber hinaus Artikel auf der Internetseite von Blue Labour.

## Veröffentlichungen
- (mit Rowena Chapman:) Male order: unwrapping masculinity. Lawrence & Wishart 1988.
- Identity: community, culture, difference. Lawrence & Wishart 1990.
- Men's silences: predicaments in masculinity. Male Orders, Routledge 1992.
- Forever England: reflections on race, masculinity and Empire. Lawrence & Wishart 1997.
- Young Britain: politics, pleasures and predicaments. Lawrence & Wishart 1998.
- I am no longer myself without you: an anatomy of love. Flamingo 1999.
- The art of life: on living, love and death. Lawrence & Wishart 2000.
- The asylum issue. Barefoot 2005.
- (mit Hetan Shah:) The good society. Lawrence & Wishart 2006.
- After identity. Lawrence & Wishart 2007.
- (mit Jon Cruddas:) The crash: a view from the left. Lawrence & Wishart 2008.
- (mit Sally Davison:) Race, identity and belonging: a Soundings collection. Lawrence & Wishart 2008.
- (mit Jon Cruddas, David Laws, Greg Clark:) Equality in the UK. CentreForum 2009.
- Britain's broken economy - and how to mend it. The new political economy network. Lawrence & Wishart 2008.
- (mit Richard S. Grayson): After the crash: re-inventing the left in Britain. Lawrence & Wishart 2010.
- (mit Maurice Glasman, Marc Stears, Marc Stears, Stuart White:) The Labour tradition and the politics of paradox: The Oxford London seminars 2010–11. Lawrence & Wishart 2011.
- (mit Henning Meyer:) The future of European social democracy: building the good society. Palgrave Macmillan 2012.
- (mit Sally Davison:) The neoliberal crisis. Lawrence & Wishart 2012.